# Ziban

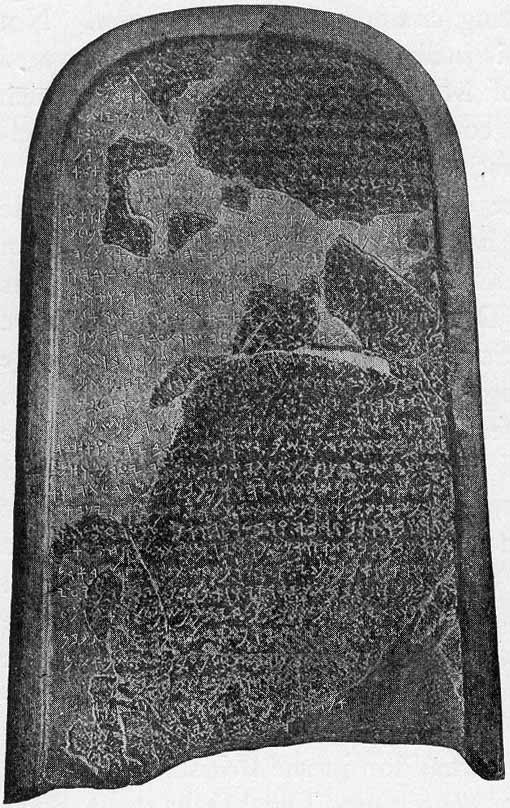
Stela Meszy odkryta w Zibanie

Ziban (hist. Dibon) – miejscowość w Jordanii, położona ok. 70 km na południe od Ammanu i ok. 20 km na wschód od Morza Martwego.
Według informacji biblijnej z Księgi Liczb 21:25-30 – Dibon (hebr. דִּיבֹן) to miejsce obozowania Izraelitów w czasie wędrówki z Egiptu do Ziemi Obiecanej pod dowództwem Mojżesza. Najpierw odebrane Moabitom przez Sychona Amorytę, a następnie zdobyte przez Izraelitów.
W sierpniu 1868 roku niemiecki misjonarz F.A. Klein odkrył w Zibanie Stelę Meszy o wysokości 124 cm. Zrobiono odbitkę zapisanej powierzchni, ale samą płytę porozbijali na kawałki Beduini, zanim zdołano ją zabrać. Większość fragmentów udało się jednak odzyskać i obecnie stela jest przechowywana w paryskim Luwrze (AO 5066), zaś w Muzeum Brytyjskim w Londynie znajduje się jej kopia. Stela została sporządzona w IX wieku p.n.e. w Dibonie (wówczas na terenie królestwa Moabu) i opisuje dzieje buntu króla Meszy przeciw Izraelowi opisane przez niego samego.